# Charon (mytologi)
 For alternative betydninger, se Charon. (Se også artikler, som begynder med Charon)
Charon eller Kharon (græsk Χάρων) var i græsk mytologi søn af Erebos. Charon var den færgemand, der sejlede de dødes ånder til dødsriget Hades, hvis de var ordentligt begravet. For denne tjeneste betalte hver af de døde ham en mønt, som  var lagt i den dødes mund før begravelsen. Denne opfattelse ser ud til at være opstået sent, da den ikke findes hos de tidlige græske digtere. 
Overtro har forklaret en sømands ørering med, at han havde passeret ækvator, eller at han havde øreringen til at betale Charon med. 
I nyere tid forbindes Charon med floden Styx, men i antikken var det floden Acheron, han krydsede. Aischylos beskriver Charons hellige skib med de slappe, sorte sejl, der krydsede Acheron "til det usete land, hvor Apollon ikke går; det solløse land, der tager imod os alle." Strabon forklarer, at fordi der fra Argos findes en genvej til Hades, lægger lokalbefolkningen ingen mønt i munden på de døde - de klarer sig uden Charons tjenester. 